# کوئینسی هال
کوئینسی هال (انگلیسی: Quincy Hall؛ زادهٔ ۳۱ ژوئیهٔ ۱۹۹۸) دونده دو ۴۰۰ متر اهل ایالات متحده آمریکا است.
وی در مسابقات کشوری و بین‌المللی در مجموع برندهٔ ۳ مدال طلا شده است.